# Aleksej Šumakov
Aleksej Vasil'evič Šumakov (in russo Алексей Васильевич Шумаков?; Pochet, 7 settembre 1948) è un ex lottatore sovietico.

## Carriera
Ha vinto la medaglia d'oro nella lotta greco-romana alle Olimpiadi di Montreal 1976, in rappresentanza dell'Unione Sovietica, nella categoria dei pesi mosca leggeri (fino a 48 kg).
Nella stessa categoria è stato campione del mondo nel 1977 e campione europeo nel 1976, tre mesi prima di vincere l'oro olimpico. Ha vinto anche due medaglie d'argento ai Campionati mondiali del 1978 e del 1979.
Al termine dell'attività agonistica ha intrapreso la carriera militare e di allenatore di lotta greco-romana.